# 普希夫卡
50°36′20″N 30°42′48″E / 50.60556°N 30.71333°E

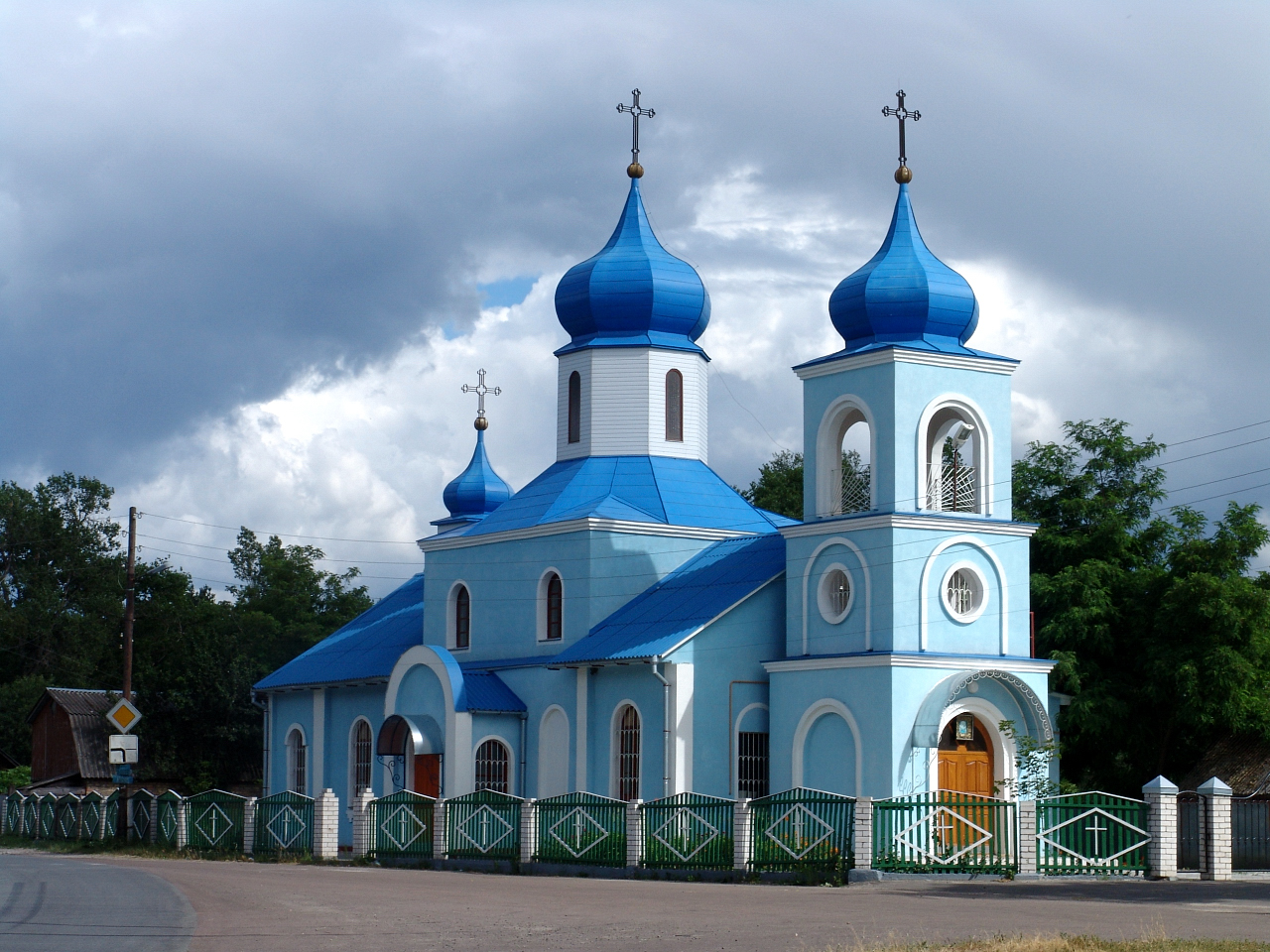

普希夫卡（烏克蘭語：Пухівка）是位於烏克蘭北部的村莊，由基辅州布羅瓦里區的扎濟姆亞市鎮負責管轄。該村面積7.13平方公里，海拔高度96米，2025年人口2000，人口密度每平方公里279.9人。